# چرکاسی (شهرستان اوفیمسکی، باشقیرستان)
چرکاسی (انگلیسی: Cherkassy, Ufimsky District, Republic of Bashkortostan) یک شهرک در شهرستان اوفیمسکی استان باشقیرستان کشور روسیه است.